# 張寶欣
張寶欣（英語：Boanne Cheung Po Yan，1993年12月19日—），是2017年度香港小姐競選五強、Big Big Channel最受歡迎香港小姐（該年以「big big channel最受歡迎香港小姐」取代「友誼小姐」） 及最佳首飾演繹獎。

## 個人背景
張寶欣生於富有家庭，祖籍福建省，其父從事內衣生意，於香港跑馬地禮頓山擁有多個物業。她曾就讀北角官立小學和佛教黃鳳翎中學，中四時到英國西德科特學校（Sidcot School）讀至中五，中五會考畢業曾參加學校團到非洲坦桑尼亞做義工。會考後升讀全英國高考排名四十位的貝勒比斯學院布萊頓分校（Bellerbys College Brighton）以優異成績畢業，之後入讀倫敦大學的貝氏商學院主修商業管理，大學畢業後曾從事市場企劃及銷售業務工作。張寶欣及其胞姊張寶兒皆於倫敦大學畢業，2016年，張寶欣提名其胞姊張寶兒參選該年度的香港小姐競選，其後成為電視台藝員，而2017年，張寶欣亦被張寶兒提名參選2017年度香港小姐競選。張寶欣參選2017年度香港小姐競選後正式入讀第29期無綫藝員訓練班，完成訓練後於2018年9月起修讀華威大學國際科技管理碩士並在2022年再以優異成績畢業。

## 參選香港小姐
2017年，張寶欣得到其胞姊張寶兒提名參選香港小姐，她在報名參賽時，表示自己的嗜好是包括打排球、游泳、遠足、跑步等各項運動，也喜歡閱讀、彈鋼琴、到不同餐廳品嚐美食、以至跟家人及朋友聚會。她希望自己正面的思維，以及樂觀的性格，能把歡樂帶給大眾，並成為一位更獨立以及有價值的人，而其後在「港姐外景拍攝」電視節目中，被評判袁文傑問及「有價值」的意義時，張寶欣表示「有價值」是指「有呼籲的能力」。她於6月20日接受第一次面試，她曾向記者表示，報名參選是要挑戰自己。
2017年7月13日，電視台舉行《港姐佳麗見面會》，當記者問及張寶欣是上屆參選佳麗張寶兒的胞妹，其母親可會兩姊妹也曾參選港姐而感到高興時，張寶欣表示其實自己的母親反而會親友間較多談論而感到壓力。而被談及哪一位佳麗是自己的勁敵時，張寶欣認為其他佳麗也有自己的優點，自己也有很多要學習的地方，而自己最大的優點是笑容。
於2017香港小姐競選中獲得Big Big Channel最受歡迎香港小姐及最佳首飾演繹獎。
2017年9月11日，張寶欣正式入讀第29期無綫藝員訓練班，並於2018年3月完成訓練，但其後未有成為電視台藝員，並於2018年9月起修讀華威大學國際科技管理碩士課程，2019年8月畢業。
2019年底創立自家健康營養產品品牌 Boppee。 

## 曾獲獎項與提名
| 年份   | 獎項                                                     | 結果 |
| 2017年 | 2017年度香港小姐競選 「big big channel最受歡迎香港小姐」 | 獲獎 |
| 2017年 | 2017年度香港小姐競選 最佳首飾演繹獎                      | 獲獎 |

## 外部連結
- 張寶欣的Facebook專頁
- 張寶欣的Instagram帳戶

| 前任： 張寶兒 | 香港小姐競選友誼小姐 （big big channel最受歡迎香港小姐） 2017年 | 繼任： 陳靜堯 |